# 大洋製薬
大洋製薬株式会社（たいようせいやく）は、東京都文京区に本社を置く製薬会社である。

## 沿革
- 1958年2月：会社設立
- 1970年3月：本社を板橋区大山東町に移転。
- 1976年6月：外傷消毒薬「スキネード」を発売。
- 1984年8月：本社を文京区本郷2丁目に移転。
- 1994年4月：うがい薬「コサジンガーグル」を発売。
- 1995年12月：本社を現在地に移転。